# Лапино (Омская область)
Лапино — деревня в Таврическом районе Омской области. Входит в состав Ленинского сельского поселения.

## История
Основана в 1909 году. В 1928 году село Лапино состояло из 35 хозяйств, основное население — украинцы. В составе Весёло-Рощинского сельсовета Тавричесского района Омского округа Сибирского края.

## Население
| 1926 | 2010 |
| ---- | ---- |
| 142  | ↘70  |